# Murraycladius patwallacei
Murraycladius patwallacei är en tvåvingeart som beskrevs av Ashe och O'connor 2007. Murraycladius patwallacei ingår i släktet Murraycladius och familjen fjädermyggor.
Artens utbredningsområde är Sulawesi. Inga underarter finns listade i Catalogue of Life.